# Michael Mooleedhar
Michael Mooleedhar (* 3. August 1985 in Port of Spain) ist ein trinidadischer Regisseur. Sein bekanntestes Werk ist die 2017 veröffentlichte Verfilmung des 1967 erschienenen Michael-Anthony-Romans Green Days by the River.

## Leben
Mooleedhar wurde am 3. August 1985 in der trinidadischen Hauptstadt Port of Spain geboren. Sein Vater Timothy war Stadtplaner, seine Mutter Carol Bibliothekarin. Während seiner Kindheit lebte die Familie in Trincity im östlichen Einzugsbereich der Hauptstadt, während seiner Jugend in Glencoe im westlichen Einzugsbereich. 2006 schloss er seine Schulausbildung am renommierten Saint Mary’s College in Port of Spain ab. In einem Interview erklärte er 2016, dass der Literaturunterricht am Saint Mary’s College die Initialzündung für seine spätere Karriere als Regisseur gewesen sei. Als Platzanweiser eines örtlichen Multiplex-Kinos konnte er später sämtliche dort gezeigten Filme gratis anschauen und entwickelte nach und nach den Wunsch, selbst in der Filmindustrie tätig zu werden. Zunächst nahm er jedoch Stellen im Backoffice einer Versicherungsgesellschaft und in einem Callcenter eines Telekommunikationsdienstleisters an, die er jedoch mangels Interesse kündigte.
Im Rahmen eines Studiums an der University of the West Indies in St. Augustine erlangte er 2009 einen Bachelor of Arts im Bereich Film und schloss das Studium 2012 mit einem Master of Arts für „Creative Design Entrepeneurship“ (auf Deutsch etwa „Unternehmertum im Kreativbereich“) ab.

## Werk
Mooleedhar nahm mehrmals am Trinidad and Tobago Film Festival (TTFF) teil, so 2008 mit seiner Dokumentation Queens of Curepe, 2009 mit seinem Spielfilm Coolie Pink and Green, 2012 mit seinem Kurzfilm The Cool Boys, 2015 mit seiner Dokumentation City on the Hill über den Port of Spainer Stadtteil Laventille und 2017 mit seinem Spielfilm Green Days by the River, einer Verfilmung des gleichnamigen Romans. Für Coolie Pink and Green, City on the Hill und Green Days by the River erhielt er den „People’s Choice Award“, für Green Days by the River zusätzlich den Preis „Best Trinidad and Tobago Film“. Green Days by the River wurde 2019 für den Black Reel Award nominiert.
Der Dokumentarfilm Queens of Curepe über transsexuelle Prostituierte in Curepe sorgte für Kontroversen. Einerseits zeigte sich das Publikum positiv überrascht und zeichnete den Film beim TTFF mit dem „People’s Choice Award“ aus, andererseits nutzte die trinidadische Polizei den Film für Maßnahmen gegen die Prostitution in Curepe, und die staatliche Organisation Family Planning Association (FPA) äußerte sich negativ über den Film. Nach Rücksprache mit Mooleedhar nutzte die FPA den Film allerdings für Bildungszwecke. Der Dokumentarfilm City on the Hill über die Port of Spainer Vororte Laventille und Belmont wurde wegen der dort allgegenwärtigen Bandenkriminalität zum Teil mit Handkameras gedreht, um im Falle von Schusswechseln schneller fliehen zu können.
2011 drehte Mooleedhar für den trinidadischen Fernsehsender CNC 3 die TV-Serie Christmas Cooking with Khalid mit Starkoch Khalid Mohammed. 
Mooleedhar betreibt eine eigene Produktionsfirma namens 24P. Sein Portfolio umfasst Musikvideos diverser trinidadischer Soca-Künstler sowie Werbevideos, von denen eines mit einem „Addy-Award“ der American Advertising Federation bedacht wurde. Er gibt an, sich mit seinen fiktionalen Werken explizit auf den karibischen Markt zu konzentrieren.

## Filmografie (Auswahl)
- 2008: Queens of Curepe (Dokumentation)
- 2009: Coolie Pink and Green (Spielfilm, gemeinsam mit Patricia Mohammed)
- 2010: Seventeen Colours and a Sitar (Spielfilm, gemeinsam mit Patricia Mohammed)
- 2012: The Cool Boys (Kurzfilm)
- 2015: City on the Hill (Dokumentation, gemeinsam mit Patricia Mohammed)
- 2017: Green Days by the River (Spielfilm)

## Auszeichnungen
- 2009: „People’s Choice Award“, Trinidad and Tobago Film Festival, für Coolie Pink and Green
- 2015: „People’s Choice Award“, Trinidad and Tobago Film Festival, für City on the Hill